# Jaap van der Lee
Jacob Jan (Jaap) van der Lee (Rotterdam, 5 februari 1918 – Den Haag, 8 december 2013) was een Nederlands politicus. Hij studeerde rechten aan de Vrije Universiteit Amsterdam en vervolgens aan de Sorbonne in Parijs. Daarna verkreeg hij de graad van Doctor of Philosophy in Cambridge, daartoe geholpen door minister Mansholt die het hem mogelijk maakte dat hij, hoewel rijksambtenaar, buiten bezwaar van 's lands schatkist van 1949 tot 1951 in Cambridge kon studeren en promoveren met een beurs van de British Council.
Van der Lee was als lid van de Partij van de Arbeid achtereenvolgens van 1948 tot 1951 werkzaam voor het Regeringscommissariaat Buitenlandse Agrarische Aangelegenheden, daarna directeur Internationale Organisaties ministerie Landbouw, Visserij en Voedselvoorziening (LVV), kabinetschef van dr. Sicco Mansholt, vicevoorzitter van de Europese Commissie te Brussel, directeur Geassocieerde Overzeese Landen, Europese Commissie, burgemeester van Dordrecht, burgemeester van Eindhoven en lid van de Raad van State. Tevens was hij ereburger van Dordrecht (27 november 1973) en Eindhoven (1980), voorzitter van het samenwerkingsorgaan Agglomeratie Eindhoven (van 18 februari 1974 tot 1 januari 1977), directeur-generaal honorair Europese Commissie (maart 1967) en curator Leerstoel Europese Economische Integratie aan de Erasmus Universiteit Rotterdam. Hij was tevens voorzitter van de redactie van het tijdschrift Socialisme & Democratie.
Hij speelde als directeur Geassocieerde Overzeese Landen een belangrijke rol bij de totstandkoming van associatieverdragen tussen de Europese Economische Gemeenschap en derdewereldlanden.
Van der Lee is benoemd tot Officier in de Orde van Oranje-Nassau, en later, op 29 april 1987, tot Commandeur in de Orde van Oranje-Nassau. Voorts was hij Ridder in de Orde van de Nederlandse Leeuw.
Zijn benoeming, als eerste sociaaldemocraat, tot burgemeester van Eindhoven door het Kabinet-Den Uyl werd in de gemeenteraad van Eindhoven fel bekritiseerd, maar al gauw kreeg de jurist Van der Lee de cynici op zijn hand. Hij bleek een erudiete, hoffelijke man en een handige diplomaat, die erin slaagde ook met Philips een goede verstandhouding op te bouwen. Hij representeerde Eindhoven op voortreffelijke wijze en promootte de stad waar hij kon. Met name in Den Haag, de stad die in zijn ogen een totaal verkeerd en achterhaald beeld van Eindhoven had.
Van der Lee was een zoon van Jacob Jan van der Lee, hoofdscheepswerktuigkundige bij de Koninklijke Rotterdamsche Lloyd, en Guurtje Vink. Hij is in 1962 te Brussel gehuwd met Joanna Alexandrine Boers, overleden 26 december 1992.
Hij overleed op 95-jarige leeftijd.